# Edmontosaurini
De Edmontosaurini zijn een groep dinosauriërs behorend tot de Hadrosauridae.
De naam Edmontosaurini werd voor het eerst gebruikt in de doctoraalscriptie uit 1989 van de paleontoloog Michael Brett-Surman maar deze werd nooit gepubliceerd. Jack Horner benoemde in 1992 een onderfamilie Edmontosaurinae en benoemde daarmee impliciet de tribus Edmontosaurini. De eerste keer dat de naam in druk verscheen was in Gluts Encyclopedia of Dinosaurs van 1997.
De eerste definitie als klade werd in 2005 gegeven door Paul Sereno: de groep bestaande uit Edmontosaurus regalis Lambe 1917 en alle soorten nauwer verwant aan Edmontosaurus dan aan Maiasaura peeblesorum Horner & Makela 1979 of Saurolophus osborni Brown 1912. Volgens Serenos definitie worden de Edmontosaurini omvat door de Hadrosaurinae en zijn concept is materieel gelijk aan Horners Edmontosaurinae; de andere uitgang is gebruikt om te voorkomen dat zowel de insluitende als de ingesloten groep een traditionele onderfamilie-uitgang zou krijgen.
De groep bestaat uit grote hadrosaurinen uit Azië en Noord-Amerika die leefden van het vroege Campanien (Maiasaura, 84 miljoen jaar geleden) tot het late Maastrichtien (Edmontosaurus, 65 miljoen jaar geleden), toen ze uitstierven samen met alle dinosauriërs behalve de vogels.